# José da Silva Lisboa
José da Silva Lisboa (16 juin 1756, Salvador — 20 août 1835, Rio de Janeiro) est un historien, juriste, économiste, journaliste et homme politique brésilien.

## Biographie
Inspiré par Adam Smith, il publie en 1804 des Princípios de economia politica (Principes d'économie politique), qui contribuent à introduire les théories économiques libérales au Brésil. Nommé en 1808 à la Real Junta do Comércio, Agricultura, Fábricas e Navegação do Estado do Brasil, il exerce de nombreuses charges administratives et politiques jusqu'à la fin de sa vie.
Il a écrit parallèlement plusieurs biographies, telles que les Mémoires sur la vie de Lord Wellington en 1815. Il entreprend à partir des années 1820, la rédaction d'une História dos principais sucessos políticos do Império do Brasil en plusieurs volumes.
Le 20e siège de l'Académie brésilienne des lettres porte son nom. 